# ポルティリオーラ
ポルティリオーラ（イタリア語: Portigliola）は、イタリア共和国カラブリア州レッジョ・カラブリア県にある、人口約1,200人の基礎自治体（コムーネ）。

## 地理

### 位置・広がり

#### 隣接コムーネ
隣接するコムーネは以下の通り。
- アントニミーナ
- ロクリ
- サンティラーリオ・デッロ・イオーニオ

## 行政

### 分離集落
ポルティリオーラには、以下の分離集落（フラツィオーネ）がある。
- Lentù, Liserà, Marina di Portigliola, Dromo, Quote San Francesco, Piraino, Saitta, Castellace, Stranghilò